# Filibert Benedetič
Filibert Benedetič, slovenski pesnik, dramatik, esejist in prevajalec, * 17. februar 1935, Tržič, Italija, † 14. oktober, 2005, Gorica
Benedetič se je rodil v slovenski delavski družini očetu Jožefu in materi Zofiji (roj. Kocina). Oba starša sta bila iz Brd. Italijansko osnovno šolo je obiskoval v Tržiču, nižjo srednjo sprva v Trstu in nato v Gorici, kjer je kasneje od leta 1949 do 1953 končal slovensko  učiteljišče. Leta 1954 se je vpisal na univerzo v Benetkah, kjer je študiral tuje jezike in primerjalno književnost. Študij je prekinil in ga dokončal leta 1973 z doktoratom. V letih 1967 do 1978 je bil upravnik tržaškega slovenskega gledališča in nato ravnatelj slovenskih sporedov na radiu Trst A.
Benedetič je poleg pesmi tudi veliko prevajal in pisal o manjšinski problematiki. Njegove pesmi v nadrealistično osnovanih stihih izpovedujejo ogroženo človečnost, bolečino zaradi neurejene manjšinske problematike, otožnost zaradi usode zamejskega slovenstva, voljo po ustvarjanju in življenju. Poleg pesmi je pisal tudi dramska dela.